# Brauhaus am Lohberg
Der ehemalige Speicher, das Brauhaus am Lohberg in Wismar-Altstadt, direkt am Alten Hafen, Kleine Hohe Straße 15 / Am Lohberg, stammt von 1452. Er ist heute eine Gasthausbrauerei.
Das Gebäude steht unter Denkmalschutz.

## Geschichte

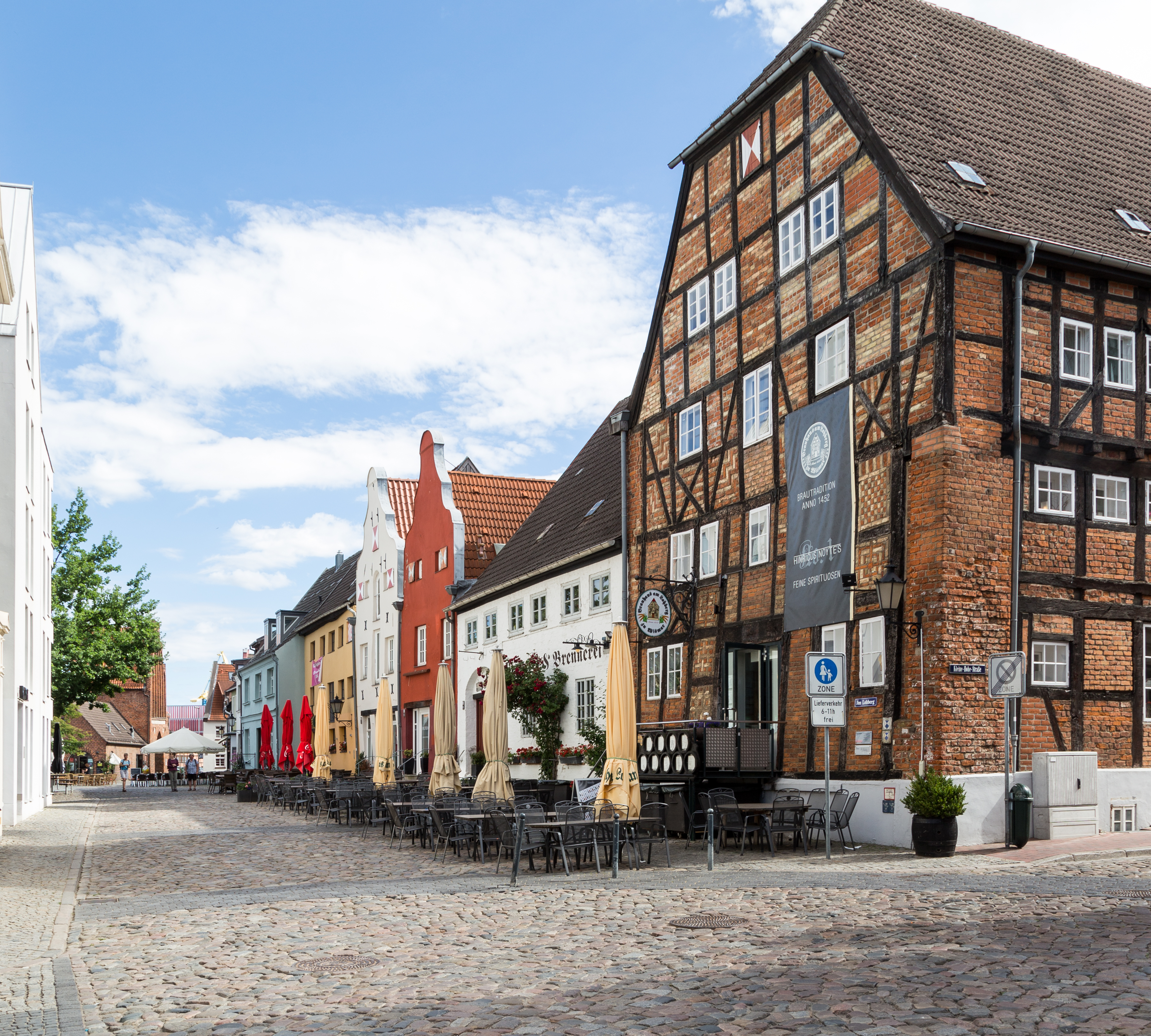
Straße Am Lohberg und rechts Kleine Hohe Straße

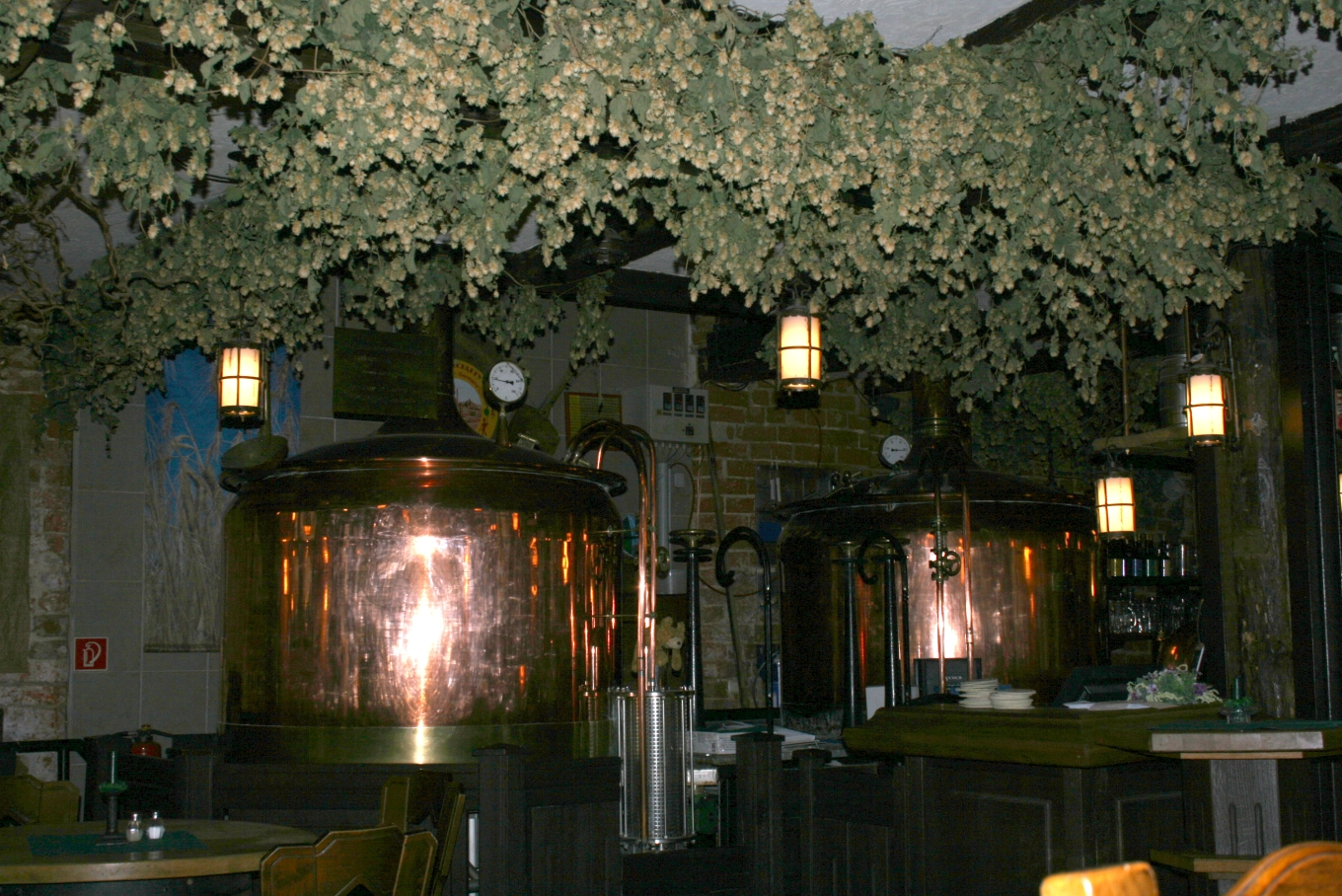
Kupferkessel im Brauhaus

Das dreigeschossige mittelalterliche Fachwerkhaus mit Krüppelwalmdach wurde 1452 erstmals erwähnt. Erhalten sind Bauelemente aus der Gotik und der Renaissance.
Der Kaufmann und Bauherr Henricus Noyte stellte damals hier unter seinem Namen Spirituosen und das Bier Wismarer Wumme her. Der Export erbrachte ihm und der Stadt erhebliche Einnahmen.
Das Gebäude wurde 1994/95 auch mit Mitteln der Städtebauförderung saniert. Der Bauherr war Herbert Wenzel (Hamburg). Hier werden u. a. Bier (Wismarer Wumme) und Whisky hergestellt. Das Haus wird nach der Sanierung durch die Braugaststätte mit Restaurant, Café sowie einen Laden genutzt. 